# Zeist-West
Zeist-West is een deel van de Nederlandse gemeente Zeist (provincie Utrecht). Het bestaat uit de buurten:
- Couwenhoven
- Brugakker
- Nijenheim
- Crosestein
- Vogelwijk
- de Clomp

De wijk bestaat voornamelijk uit woningbouw uit de jaren '80 in de vorm van rijtjeshuizen, vaak in hofjes (Crosestein en Couwenhoven en Brugakker) en woningen daterend uit de jaren 30 in oudere delen van de wijk (Koppelweg, Kroostweg, Noordweg).
Bij de aanleg van de A28 tussen Utrecht en Amersfoort was oorspronkelijk een afrit Zeist-West gepland. Deze afrit is nooit aangelegd onder meer vanwege tegenstand vanuit natuurorganisaties. De tunnel en de dijklichamen voor deze afritten zijn wel aangelegd en nog steeds terug te zien vanuit de lucht. De tunnel is nu in gebruik als wildtunnel.